# Johann Nepomuk Hummel

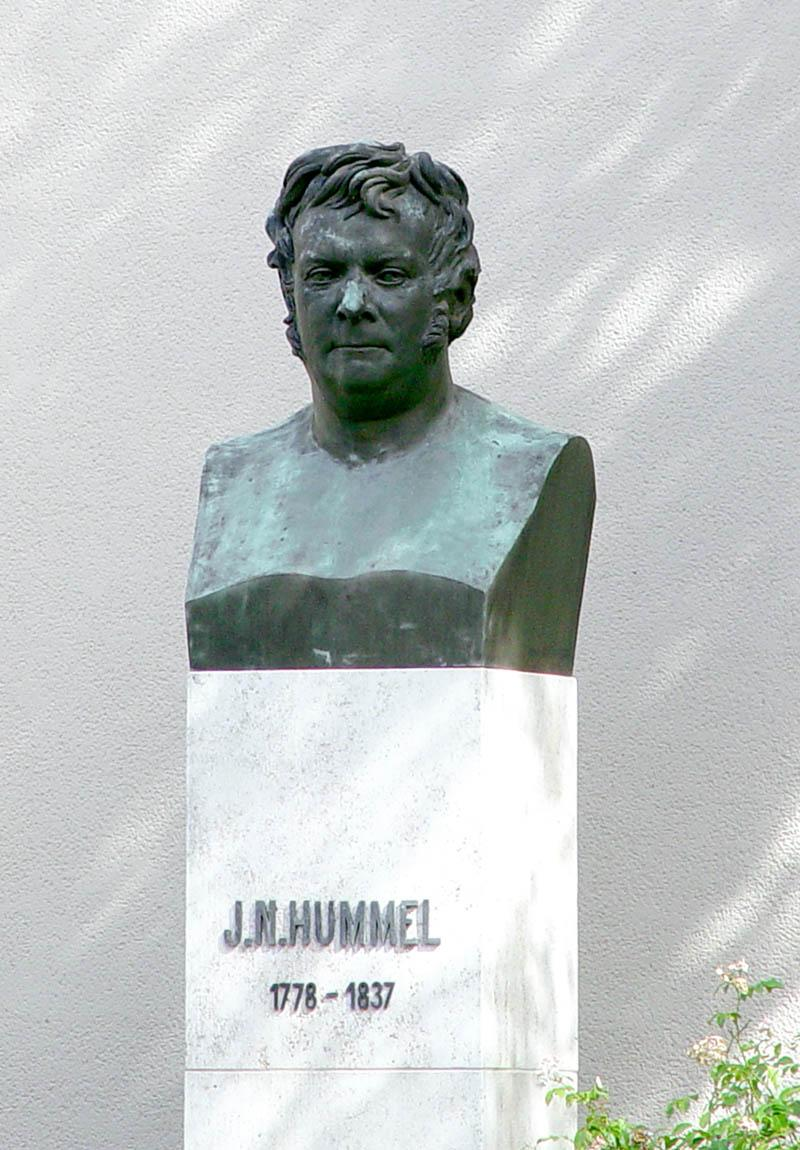
Hummel mellszobra a Német Nemzeti Színház mellett Weimarban

Johann Nepomuk Hummel (Pozsony, 1778. november 14. – Weimar, 1837. október 17.) osztrák zongorista, zeneszerző, tanár és karmester.

## Életpályája
Az apja, Johannes Hummel a bécsi birodalmi katonai zeneiskola igazgatója, majd az Emanuel Schikaneder vezette Theater and der Wieden zenekarának karnagya volt. Az ifjú Hummel előbb Pozsonyban Franz Rieglernél tanult, majd Bécsben két évig Mozart tanítványa volt teljesen ingyenesen, nála is lakott. Első koncertjét kilencévesen adta, Mozart egyik hangversenyének közreműködőjeként. 1788-ban apjával európai hangversenykörútra indult. Londonban négy évet töltött el, itt Muzio Clementi látta el tanácsokkal. Joseph Haydn, aki akkoriban szintén Londonban tartózkodott, 1791-ben egy Asz-dúr szonátát írt a számára, melyet Hummel a szerző jelenlétében adott elő a Hanover Square Rooms-ban. A beszámolók szerint Haydn az előadás után köszöntötte az ifjú művészt és egy arannyal (guinea) ajándékozta meg. A francia forradalom utáni diktatúra meggátolta abban, hogy Spanyolországon és Franciaországon át folytassa utazását, így visszatért Bécsbe, közben is hangversenyeket adva. Tanulmányait csak 1793-tól folytatta Albrechtsbergernél és Antonio Salierinél. Az idő tájt szintén Bécsbe érkezett Beethoven, hogy ugyanezen mestereknél tanuljon. Megismerkedtek és barátságot kötöttek, melynek hőfoka meglehetősen ingadozó volt. Később kapcsolatuk elmélyült és kölcsönös nagyrabecsüléssé változott. Beethoven kívánságának megfelelően Hummel improvizációkat adott elő a nagy mester emlékkoncertjén. Itt ismerkedett meg Franz Schuberttel, aki neki ajánlotta utolsó három zongoraszonátáját. Minthogy azonban a szonáták első kiadásának idejében már egyikük sem élt, a kiadó Robert Schumannra változtatta az ajánlást, aki akkoriban még aktív volt.
1804-ben Kismartonba került, ahol Esterházy Miklós herceg karnagyaként Haydn mellett kezdett el dolgozni. Bár a zeneigazgatói feladatok jelentős részét is ő végezte el, mivel az idős mester már nem tudta személyesen ellátni, Haydn iránti tiszteletből egészen annak 1809-ben bekövetkezett haláláig csak a hangversenymester (Konzertmeister) címet viselte. Csak ezután lett zeneigazgató (Kapellmeister), 1811-ig, amikor is kötelességeinek elhanyagolása miatt elbocsátották.
Visszatérve Bécsbe, két év komponálással eltöltött idő után, 1813-ban feleségül vette Elisabeth Röckel operaénekesnőt;az egyik tanújuk éppen Salieri volt. Két fiuk született: Eduard, a későbbi karmester (1814), és Carl, a későbbi festőművész (1821).
1816-ban Stuttgartban, 1819-től Liszt Ferenc elődjeként Weimarban karmester. Itt egyébként zenére tanította az 1811-ben született Auguszta szász-weimar-eisenachi hercegnőt. Ugyancsak Weimarban ismerkedett meg Johann Wolfgang Goethével, aki egyebek mellett felhívta figyelmét Schiller költészetére is. 1822-ben oroszországi körútján megismerte John Fieldet, 1828-ban Lengyelországban Chopint. Zongoraművészi karrierjének csúcsán, 1830-ban Párizsban és Londonban koncertezett. 1826. november 3-án elnyerte a Francia Köztársaság Becsületrendjének lovagi fokozatát.
Weimari időszakában a várost Európa zenei fővárosává tette, a leghíresebb zenészeket híva vendégszereplés illetve művészetük ottani gyakorlása céljából. Itt valósította meg az egyik első zenész nyugdíjazási rendszert, amelynek finanszírozása céljából maga is jótékonysági koncerteket adott. 1825 és 1827 között elszántan harcolt az egységes szerzői jogi törvény megalkotásáért a Német Szövetség államaiban.
1832-ben, ötvennégy évesen egészsége meggyengült, így zeneigazgatói teendőinek kevesebb energiát tudott szentelni. Ráadásul Goethe az év márciusában bekövetkezett halála miatt a színházi körökkel is gyengült a kapcsolata, így 1832-től haláláig részlegesen nyugdíjba vonult.
Élete vége felé Hummel megtapasztalta a zeneszerzők és előadó virtuózok új iskolájának felemelkedését és azt, hogy zenéje lassan kimegy a divatból. Fegyelmezett és tiszta Clementi-stílusú technikája és kiegyensúlyozott klasszicizmusa szembefordította őt a Liszthez hasonlók szilaj bravúrjátékával. Egyre kevesebbet komponált, de továbbra is elismerték és csodálták. Békésen hunyta le a szemét weimari otthonában, 1837-ben. Szabadkőműves volt, mint Mozart, így híres kertjének jelentős részét hagyományozta a weimari Amalia páholyra, ahová ő és Goethe is tartozott.
Az utolsó turnéján 1834-ben Bécsben járt. 1837. október 17-én hunyt el Weimarban. Bár az élete vége felé a hírneve megkopott, az első komponisták egyike volt, aki gazdag emberként halt meg.

## Hatása
Német földön való tartózkodása idején jelent meg zongoraiskolája, Ausführliche Anweisung zum Pianofortespiel címen (1828), amelyből napok alatt több ezer példány kelt el. Ebben teljesen új ujjrendet és díszítő technikákat alkalmaz. A 19. század zongoristáinak technikáját, tanítványa Carl Czerny közvetítésével, jelentősen befolyásolta Hummel művészete. (Czerny egyébként háromévi tanulás után Beethoventől került át Hummelhez, később pedig ő volt Liszt egyik tanítómestere.)
Hummel hatása szintén felfedezhető Chopin és Schumann korai műveiben, mint ahogy h-moll és a-moll zongoraversenyeinek jegyei különösen szembeötlőek Chopin versenyműveiben. Ez nem meglepő, tekintve, hogy Chopin biztosan hallotta Hummelt annak lengyelországi és oroszországi turnéin, és hogy Chopin a repertoárján tartotta Hummel zongoraversenyeit. Harold C. Schonberg a The Great Pianists című könyvében arról ír, hogy „Hummel a-moll és Chopin e-moll zongoraversenyének kezdete túl közel áll egymáshoz ahhoz, hogy ez csupán a véletlen műve lenne.” Szintén Schonberg ír arról, Chopin op.28-as prelűdsorozata kapcsán, hogy „Ugyancsak nehéz szabadulni a gondolattól, hogy Chopin jól ismerhette Hummel mára már elfeledett, 1815-ben kiadott 24 prelűd minden dúr és moll hangnemben, C-dúrtól kezdve (op.67) című munkáját.”
Schumann szintén játszotta Hummel műveit, különösen a fisz-moll szonátát. Azt is fontolgatta, hogy Hummel tanítványa lenne. Liszt Ferenc édesapja, Liszt Ádám nem vállalta a magas tandíjat Hummelnél, így fia végül Czernynél kötött ki. Hummel leghíresebb tanítványai között volt Czerny, Friedrich Silcher, Ferdinand Hiller, Sigismond Thalberg és Adolph von Henselt. Néhány leckét még Mendelssohnnak is adott.

## Művei

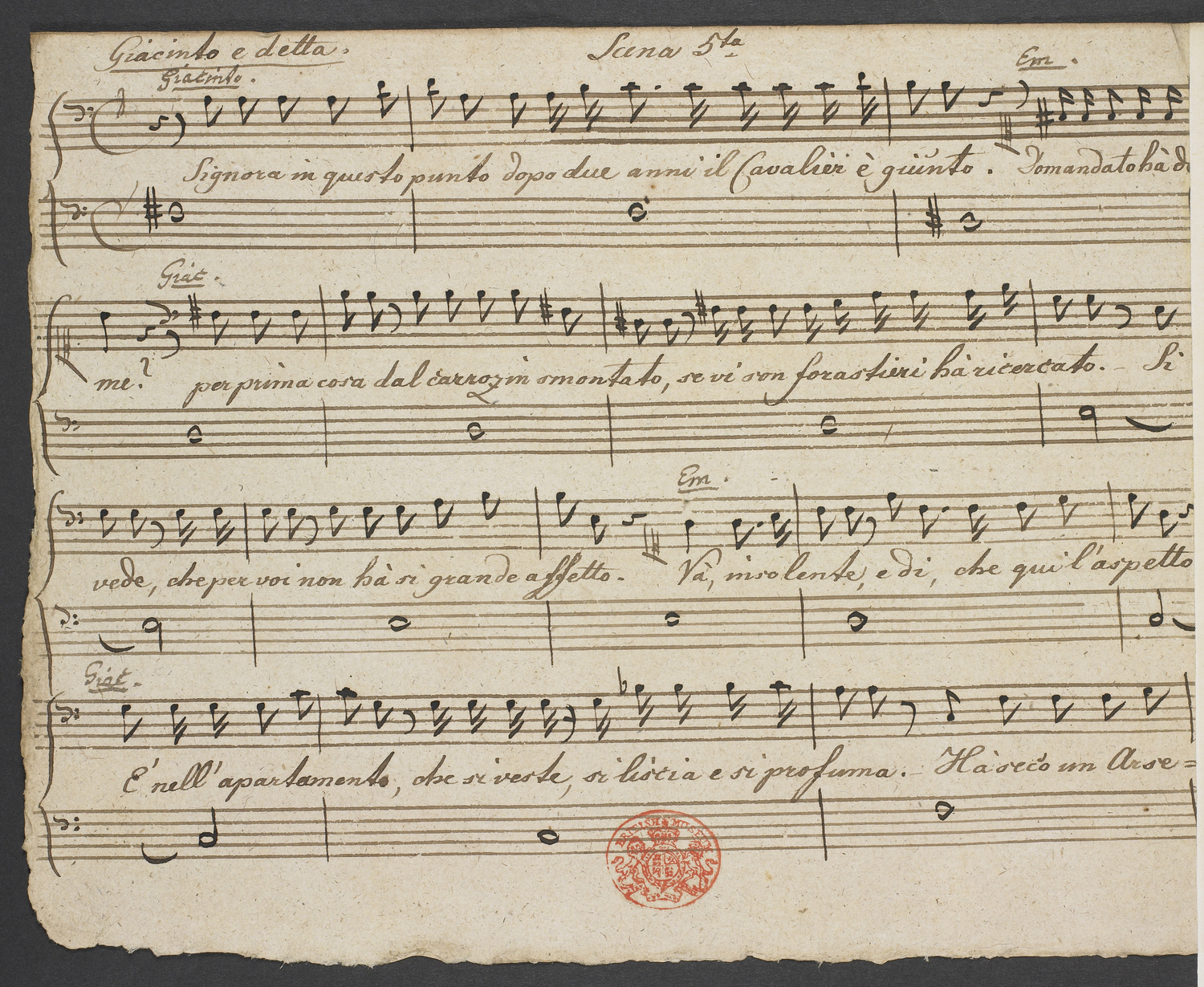
Hummel egyik fennmaradt – feltehetően saját kezű – kézirata

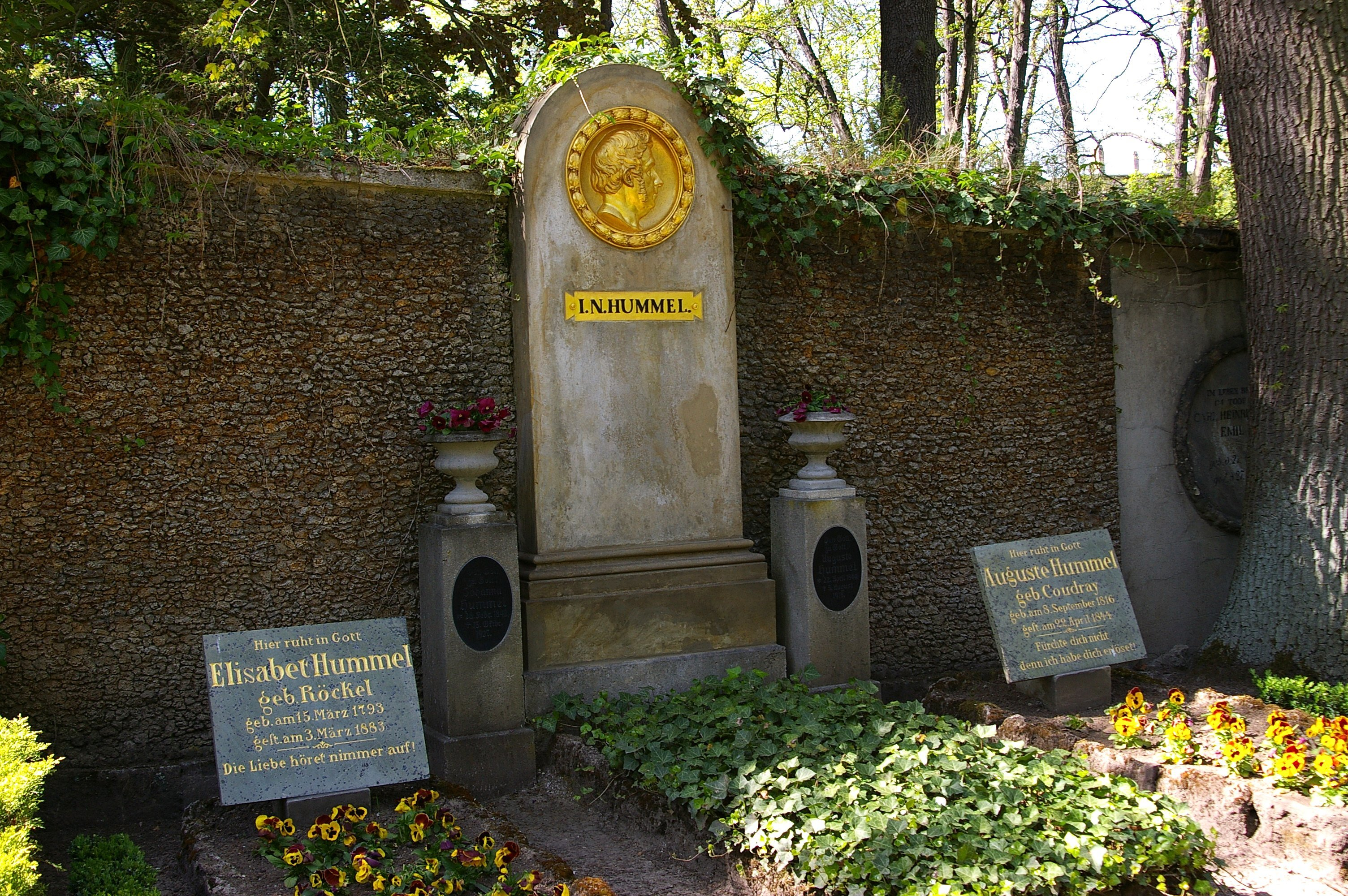
Hummel sírja a Történeti Temetőben Weimarban

Hummel zenéje más irányban fejlődött, mint Beethovené. A modernitás felé tett lépéseknek tekinthetők a fisz-moll szonáta (op.81) és az op.18-as Fantázia, zongorára. Ezek a művek jó példái annak, hogy Hummel kétségbe vonja a klasszikus harmóniai struktúrákat és továbbfejleszti a szonátaformát.
Műveinek többsége zongorára íródott, lévén korának egyik legjelentősebb zongoravirtuóza. Nyolc zongoraversenyt, tíz zongoraszonátát (négy közülük opusszám nélküli, egy pedig még mindig kiadatlan), nyolc zongoratriót, egy-egy zongorakvartettet és kvintettet, egy fúvós oktettet, egy csellószonátát, egy zongoraszeptettet, egy mandolinversenyt, egy mandolinszonátát komponált. Ezeken túl a híres trombitaversenyt (billentyűs trombitára, eredetileg E-dúrban, de ma a sokkal kényelmesebb Esz-dúrban játsszák), az F-dúr fagottversenyt, kvartettet klarinétra, hegedűre, brácsára és csellóra, négykezes zongoraműveket, 22 operát és Singspiel-t, miséket és sok egyebet, köztük Anton Diabelli témájára írt variációkat. Életművéből feltűnően hiányzik a szimfónia.
Zongoraművei (versenyművek, szonáták, etűdök, variációk, bagatellek és az Oberons Zauberhorn fantázia) népszerűsítették a virtuóz, divatos romantikus zongorastílust. Magyar vonatkozású művei a Ungarische Tänze, a Balli Ongaresi és a Rondo all’ongarese. Első két zongoraversenye  Mozart erős hatása alatt született, zongoraversenyei opusszámot csak a harmadiktól kaptak (az egyikük posztumusz).
Bár elsősorban a modern zongorázás nézőpontjából gondolunk rá, Hummelt egész életében foglalkoztatta a gitár, és nagyon tehetséges volt ezen a hangszeren is. Számos művet írt gitárra, illetve gitárt is tartalmazó együttesre.
Hummel műveinek jegyzékét lásd itt

## Emlékezete
- Sírja a weimari Historische Friedhof-ban van.
- Halála után Liszt Ferenc tette lehetővé emlékművének felállítását Pozsonyban azzal, hogy egy sor jótékonysági koncertet adott az emlékére. A mellszobrot az ottani német követség előtt állították fel 1887-ben.
- Másik bronz mellszobra a Weimari Nemzeti Színház mögött áll, 1895 óta.
- Bár Hummel komoly hírnévnek örvendett és teljesen biztosnak látszott, hogy ez a halála után is tartósan fennmarad, zenéje hamar feledésbe merült a romantika előretörésével. Még a 20. század elején, a klasszicizmus újjáéledésekor is elfeledkeztek róla. Haydnhoz hasonlóan, Hummel is Mozart árnyékában maradt. Hála egyre nagyobb számban kiadott műveinek és a kompozícióit játszó koncerteknek világszerte, művészete manapság lassanként elnyeri méltó helyét a klasszikus repertoárban.
- Szülőháza és múzeuma Pozsonyban a Kalapos utcában (Klobučnícka) található.

## Fordítás
Ez a szócikk részben vagy egészben  a   Johann Nepomuk Hummel című angol Wikipédia-szócikk ezen változatának fordításán alapul.  Az eredeti cikk szerkesztőit annak laptörténete sorolja fel. Ez a jelzés csupán a megfogalmazás eredetét és a szerzői jogokat jelzi, nem szolgál a cikkben szereplő információk forrásmegjelöléseként.